# IC 1022
IC 1022 је спирална галаксија у сазвјежђу Дјевица која се налази на листи објеката дубоког неба у Индекс каталогу.
Деклинација објекта је + 3° 46' 22" а ректасцензија 14h 30m 1,9s. Привидна величина (магнитуда) објекта IC 1022 износи 14,4 а фотографска магнитуда 15,2. IC 1022 је још познат и под ознакама UGC 9311, CGCG 47-66, PGC 51808.